# ラクチカゼイバチルス・ラムノースス
ラクチカゼイバチルス・ラムノースス（ラクチカゼイバシラス・ラムノーサス、Lacticaseibacillus rhamnosus）は、通性嫌気性、非芽胞形成、非運動性、ヘテロ乳酸発酵性のグラム陽性細菌である。広範な環境から分離される乳酸菌で、動物の消化器官や尿路生殖系からも見いだされる。本種のいくつかの株はプロバイオティクスとして使用されている。
Lactobacillus属の中では Lactobacillus casei 系統群に属す。かつては Lactobacillus casei の亜種とされていたが、1989年にDNA-DNA分子交雑法の結果を基に独立種となった。Lactobacillus casei や Lactobacillus paracasei と異なり、ラムノースを代謝して酸を生成する。種形容語は、ラムノース（Rhamnose）を代謝できることから造語された、新ラテン語の形容詞である。
なお、この Lactobacillus casei 系統群は、 Lactobacillus paracasei の破棄を狙って Lactobacillus zeae が擁立されるなど学名の混乱が起こっているが。Lactobacillus zeae を擁立したDicks et al. 1996も、Lactobacillus rhamnosusについては、Collins et al. 1989の Lactobacillus rhamnosus をそのまま認めている。
2020年には属分類の再評価がなされ、Lacticaseibacillus rhamnosusに分類しなおされた